# Írástudók
Az Írástudók vagy Írástudók leleplezése (kínaiul: 儒林外史 Zsu-lin vaj-si, /Rulin waishi/) Vu Csing-ce  Csing-korban élt kínai értelmiségi és író szatirikus regénye.
A mű a 18. századi kínai irodalom kiemelkedő alkotása, és a kínai társadalmi regény műfajának megteremtője, jelentős hatást gyakorolt a késő Csing-kori társadalombíráló művekre. A regény Nanking városában született 1750 körül, első nyomtatott kiadása a XIX. századból ismert. Magyarul 1966-ban jelent meg, Polonyi Péter fordításában.
A mű 56 fejezetből áll, melyek formailag a klasszikus kínai regényeknél szokásos formát, a vásári történetmesélők stílusát imitálja. Ennek legjellegzetesebb eleme az egyes fejezetek végén található felszólítás: "aki kíváncsi a történet további alakulására, olvassa el a következő fejezetet", ill. "erről más alkalommal lesz szó."

## A regény cselekménye
Bár a regény – egy rövid Jüan-kori prológust nem számítva – végig a Ming-korban játszódik, a 15-16. században, azaz egy emberöltőt felölelve, szereplői mégis jellegzetes kortársai az írónak. Vu, nem egyedüliként a kínai írók között, saját korának bírálatát korábbi korok eseményeiben és szereplőiben írja meg, erre a szigorú cenzúra miatt volt szükség, továbbá a regény alakjai közül többen Vu kortársai, tehát ismert hivatalnokok és írástudók paródiái. A filológia a legtöbb, valódi emberről mintázott személy azonosítását már elvégezte.
Műfaját tekintve az Írástudók pikareszk mű: nincs egy központi főhőse, ismét újabb és újabb szereplőkkel ismerkedünk meg, a korabeli kínai társadalom szinte valamennyi rétegéből. Természetesen a mű főhősei a gyarló, vagy éppen erényes, becstelenül felkapaszkodott vagy érdemeik szerint jutalmazott, nagyképű, korlátolt, vagy felvilágosult és jólelkű értelmiségiek és hivatalnokok, de találkozhatunk a regény lapjain hivatalszolgákkal, kereskedőkkel, parasztokkal, kurtizánokkal, jósokkal, színészekkel művészekkel, szerzetesekkel, rablókkal, hivatásos csalókkal és katonákkal is. A regény visszatérő ironikus eleme, hogy a konfuciánus értelmiség által lenézett és a társadalom aljához sorolt emberek, pl, a színész Pao, gyakran emberségesebbek és hűségesebbek mint az ugyanezen erényeket hirdető álságos tudósok. A mű kiváló forrásanyag a klasszikus kínai társadalom megismeréséhez, azonban egykorú kritika is a 18. századra megmerevedett és értékeit elvesztett mandarinizmus ellen.

## Önéletrajzi elemek
Vu Csing-ce vidéki értelmiségi családból származott, rokonai között több hivatalnok is volt, bár apja családja nemzedékeken át az orvoslás mesterségét folytatta. Az orvoslás megbecsülése- szemben a babonás hiedelmekkel- a regényben is megjelenik. A regénybeli Tu családban az író családját írta meg, az elszegényedéssel és saját személyes sorsával együtt. Bár letette az első fokú vizsgát (hsziucaj), hivatalt sosem viselhetett és nem is akart, a regénybeli Tu Sao-csinghez hasonlóan. Nankingi értelmiségi és baráti körét pedig épp úgy felőrölte a mellőzöttség, az idő és a kiábrándultság, mint a regényben bemutatott társaságot.

## Magyarul
- Írástudók. Regény; ford., utószó Polonyi Péter, jegyz. Ecsedy Ildikó; Európa, Bp., 1966